# 帕氏淵珍魚
帕氏淵珍魚，為輻鰭魚綱水珍魚目小口兔鮭科的其中一種，為溫帶海水魚，分布於東南太平洋海域，棲息深度20-70公尺，體長可達11.9公分，棲息在大洋水域，生活習性不明。